# Lông mi
Lông mi (hay còn gọi là mi) là một dải lông mọc dọc theo rìa mí mắt. Lông mi bảo vệ mắt khỏi bụi bẩn và có một số công dụng tương tự với ria ở chuột hay mèo vì lông mi khá là nhạy cảm khi bị chạm vào, từ đó cảnh báo khi có một vật gì đó (ví dụ như côn trùng) đến gần mắt (sau đó mắt sẽ nhắm lại theo phản xạ).

## Cấu trúc

### Sự phát triển
Lông mi của bào thai được hình thành từ lớp ngoại bì trong khoảng từ tuần 22 đến tuần 26 của thai kỳ. Nếu bị nhổ đi, lông mi mất từ 7 đến 8 tuần để mọc lại, nhưng liên tục nhổ đi có thể dẫn đến tổn thương vĩnh viễn. Màu của lông mi có thể khác so với màu của tóc, nhưng chúng thường có màu tối ở những người có màu tóc tối và màu sáng ở những người có màu tóc sáng. Lông mi không bị ảnh hưởng bởi nội tiết tố cho nên chúng không bị ảnh hưởng bởi tuổi dậy thì.

### Các tuyến
Các nang lông mi có gắn kết với nhiều tuyến được gọi là tuyến Zeis và tuyến Moll.

## Các chứng bệnh và rối loạn
Có khá nhiều bệnh và rối loạn có thể xảy ra đối với lông mi:
- Bệnh rụng lông mi

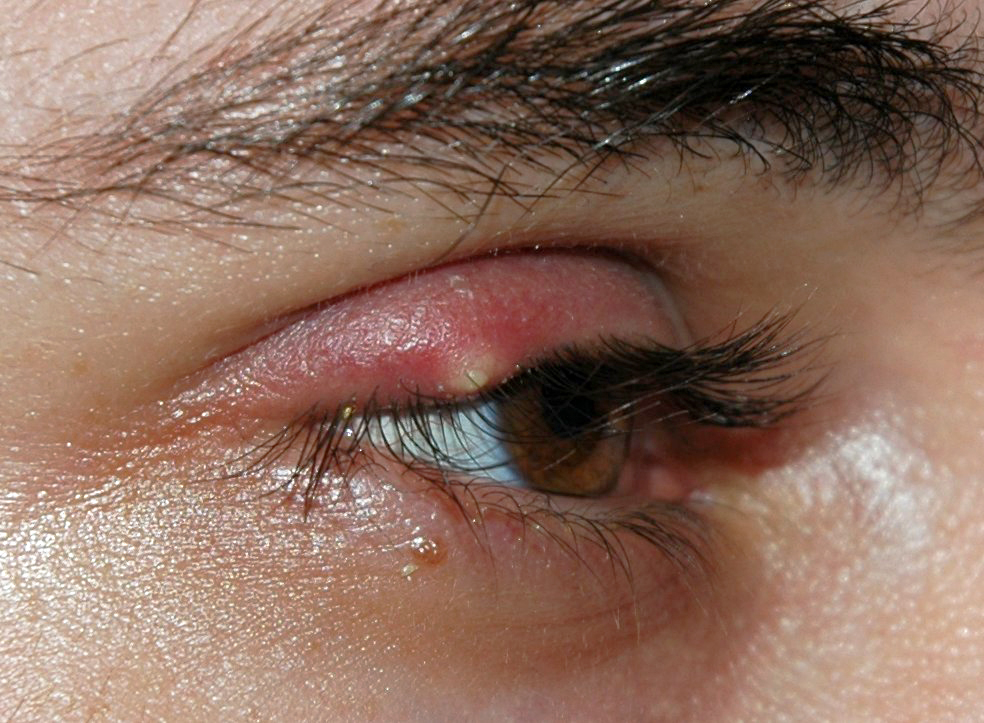
Một vết lẹo.

- Viêm mi là bệnh khi vùng mi, thường là gốc lông mi bị viêm nhiễm. Phần mí bị mẩn đỏ và ngứa, da ở phần mí bị bong tróc và lông mi thì rụng ra.
- Tật hai hàng lông mi là sự mọc bất thường của lông mi ở những vị trí khác của mí mắt.
- Lông mi quặm là chứng lông mi mọc ngược vào trong.
- Lông mi có thể bị rận mu ký sinh.
- Lẹo là vết viêm nhiễm có mủ của nang lông mi và phần tuyến bã nhờn (tuyến Zeis), tuyến mồ hôi (tuyến Moll) xung quanh.
- Chứng Trichotillomania là một chứng bệnh thôi thúc người ta giật, kéo tóc, lông mi, bóc da đầu, vv...
- Demodex folliculorum (hay Demodicidae) là một loại ve nhỏ ký sinh vô hại trên lông mi và các nang lông khác, và khoảng 98% con người có loại ve này. Thỉnh thoảng chúng gây viêm mi.

Cấy ghép lông mi và lông mày có thể giúp hồi phục và làm dày lông mi và lông mày.

## Trong xã hội và văn hóa

### Mỹ phẩm
Lông mi dài được coi là một tiêu chuẩn sắc đẹp ở nhiều nền văn hóa. Cho nên nhiều phụ nữ đã tìm cách tăng chiều dài lông mi của mình bằng nhiều cách nhân tạo, ví dụ như nối mi. Ngược lại, người Hadza lại tự cạo đi lông mi của mình.

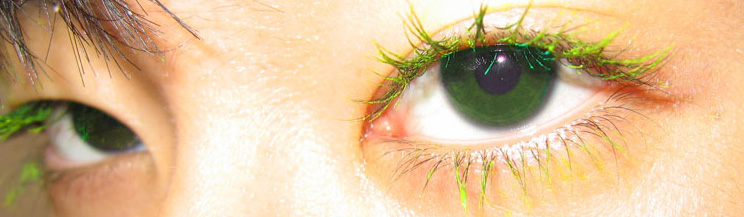
Một cô gái đánh mascara màu xanh lam.

Kohl, một loại bột màu đen (thường là Antimon Sulfide hay Chì Sulfide) đã được sử dụng từ thời đại đồ đồng để tô đen phần rìa mí mắt (phần gốc lông mi). Ở Ai Cập cổ đại, nó được người giàu và những người thuộc dòng dõi hoàng tộc sử dụng để làm đẹp cho đôi mắt. Những sản phẩm trang điểm mắt hiện đại bao gồm Mascara, bút kẻ mắt, keo kích mí và phấn mắt để tô điểm thêm cho đôi mắt. Thế kỷ thứ 20 chứng kiến sự xuất hiện của lông mi giả vô cùng tiện lợi, chúng bắt đầu nổi lên từ những năm 1960. Một số công cụ khác cũng được sử dụng để làm đẹp lông mi như kẹp mi, dụng cụ kẻ mascara, vv...
Kẻ mi vĩnh viễn hay nối dài mi trở nên vô cùng phổ biến, kể cả ở các salon nhỏ. Cấy ghép lông mi cũng trở nên khả thi, quy trình tương tự như cấy tóc. Vì phần cấy ghép được lấy ở trên đầu, nên lông mi mới cấy sẽ mọc dài như tóc và cần được tỉa thường xuyên.
Latisse được giới thiệu vào quý đầu tiên của năm 2009 bởi công ty dược Allergan như là loại thuốc đầu tiên được Cục quản lý Thực phẩm và Dược phẩm Hoa Kỳ phê chuẩn dùng để kích thích mọc lông mi. Latisse chính là dung dịch Bimatoprost, thành phần dùng trong thuốc chữa cườm nước Lumigan. Theo Allergan, công dụng kích thích mọc lông mi được thể hiện rõ sau 16 tuần, chủ yếu là ở mi trên. Trong vài thập kỷ trở lại đây, nhiều loại dầu xả dành cho lông mi đã được sáng chế với mục đích làm lông mi thêm chắc khỏe và mọc dài hơn. Nhiều loại tinh dầu hạt, khoáng chất và hóa chất đã được sử dụng để đạt được kết quả này.
Các công ty mỹ phẩm dạo gần đây đang dựa vào nghiên cứu khoa học về Prostaglandin và đường truyền tín hiệu Wnt/b-catenin để sản xuất các sản phẩm dành cho lông mi.

## Ở động vật

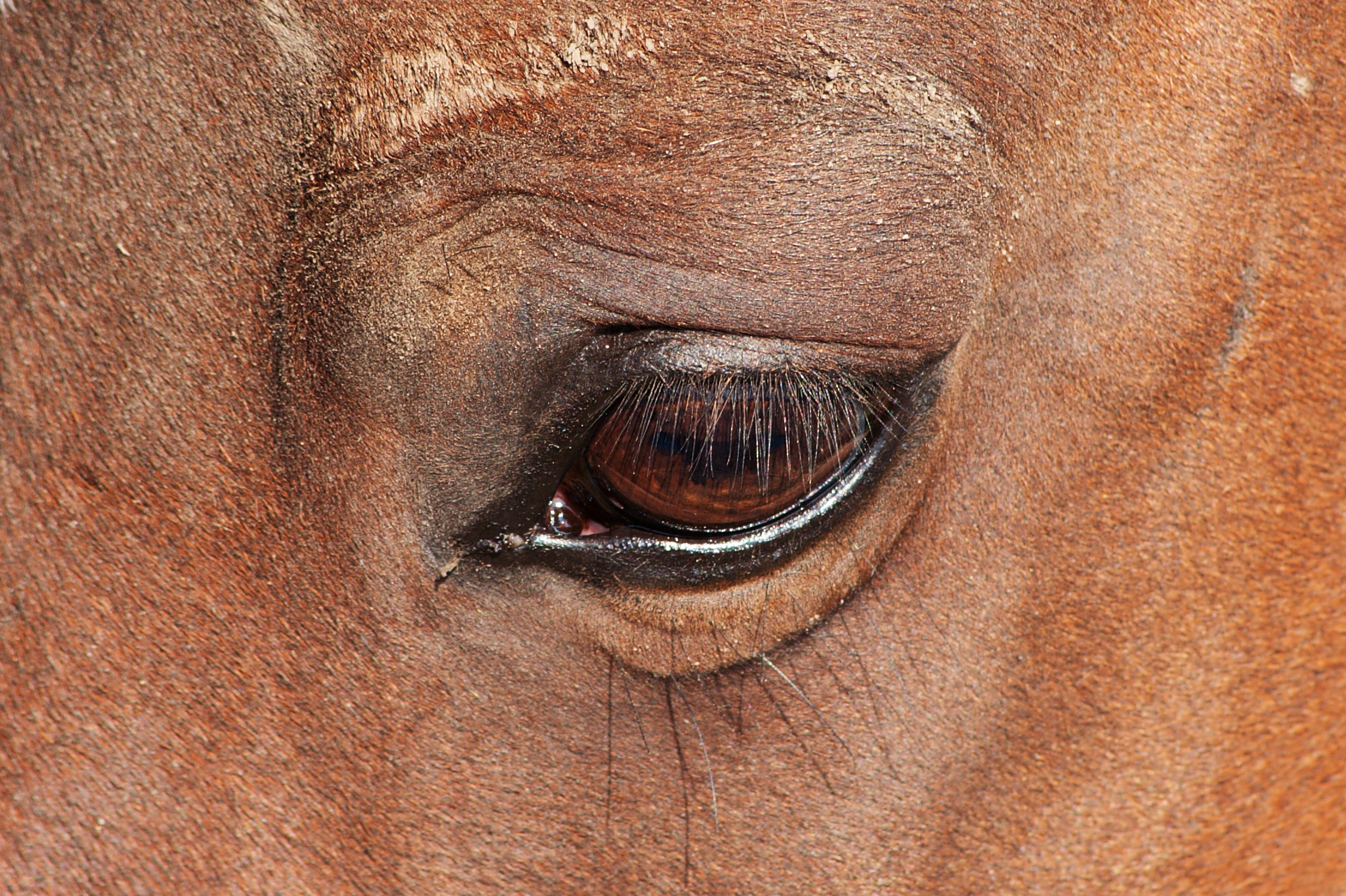
Mắt của một con ngựa, có thể nhìn thấy lông mi.

Lông mi được tìm thấy cả ở lớp Thú. Lông mi của lạc đà rất dài và dày. Ngựa và bò cũng có lông mi. Các vấn đề di truyền lông mi khá là phổ biến ở một số giống chó và cả ngựa.
Hầu hết các loài chim đều không có lông mi. Mỏ sừng có lông mi rất nổi bật (lông vũ đã thoái hóa và không có phiến lông), đà điểu cũng vậy. Trong lớp bò sát, chỉ có loài Bothriechis schlegelii mới có một lớp vảy ở trên mắt trông giống lông mi.